# ريبوك
ريبوك الدولية المحدودة (بالإنجليزية: Reebok)‏، شركة أحذية وملابس رياضية بريطانية. تأسست عام 1895 باسم (J.W. Foster) في بولتن، لانكشر الإنجليزية، وتم تغيير اسمها فيما بعد باسم ريبوك وظلت تعمل كشركة تابعة لشركة أديداس منذ عام 2005.
تنتج ريبوك وتوزع لوازم اللياقة البدنية والرياضة مثل الأحذية، وملابس التمارين الرياضية والاكسسوارات، ومعدات التدريب. ريبوك هي الراعي الرسمي لأحذية وملابس كل من بطولة القتال النهائي (UFC)، كروس فت (Crossfit)، السباق الاسبارطى (Spartan race)، وليه ميلز.
يقع المقر الرئيسي في كانتون بولاية ماساتشوستس الأميركية، مع مكاتب إقليمية في أمستردام (أوروبا، الشرق الأوسط وأفريقيا)، مونتريال (كندا)، هونغ كونغ (آسيا والمحيط الهادئ)، ومكسيكو سيتي (أمريكا الوسطى والجنوبية).

## معرض صور

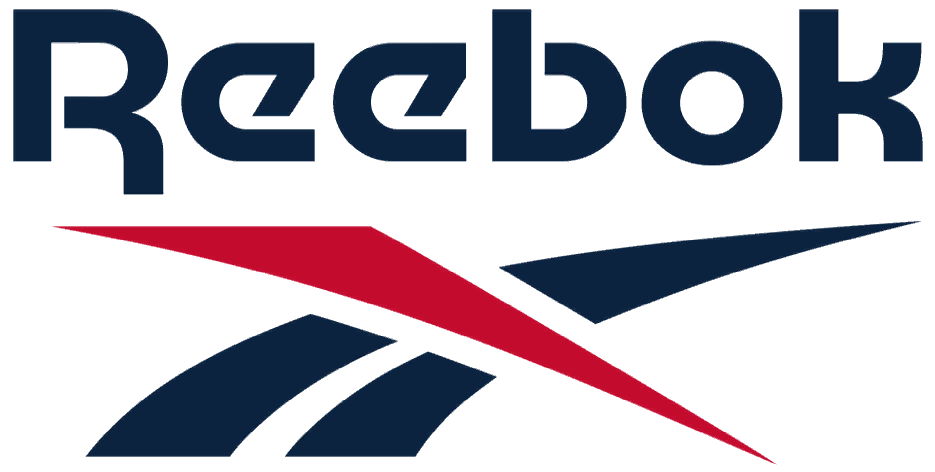
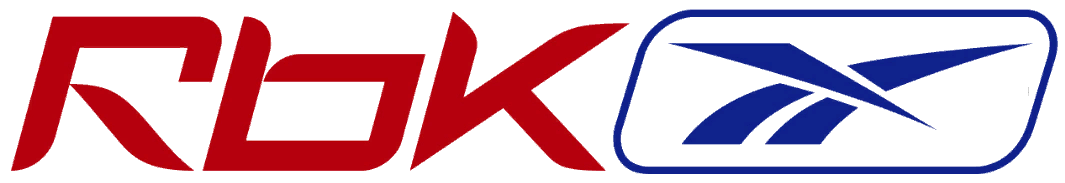
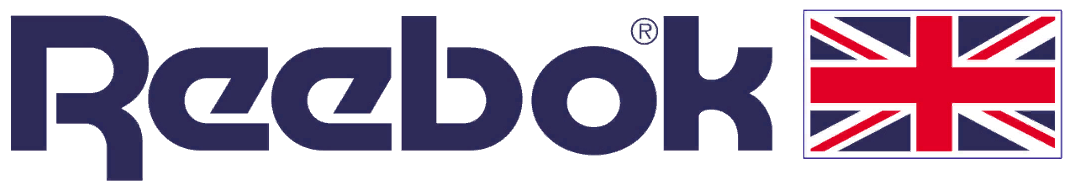
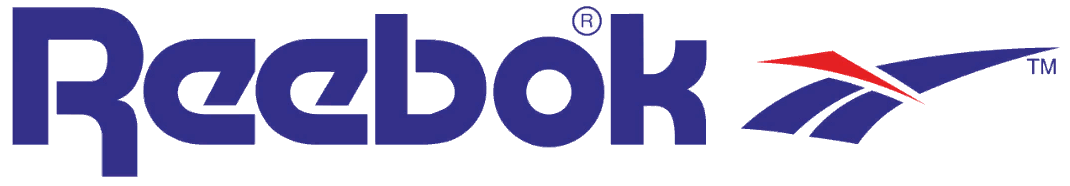
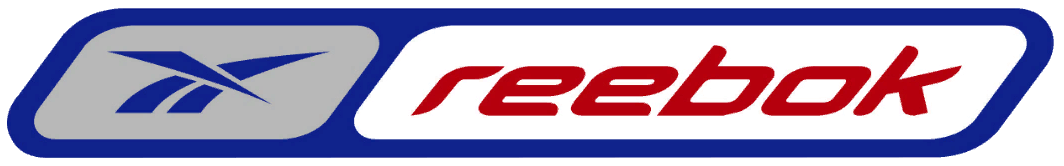

gg